# Gangenweiler
Gangenweiler ist ein Teilort Riedheims, einer von zwei Ortschaften der Stadt Markdorf im Bodenseekreis in Baden-Württemberg, Deutschland.

## Geographie
Der Weiler Gangenweiler liegt bei einer Höhe von rund 546 m ü. NHN auf der Gemarkung Riedheim am östlichen Fuße des Gehrenbergs.

## Geschichte
Urkundlich tritt der Gangenweiler erstmals im Jahre 1325 als Gengenwiler in Erscheinung, später auch als Gannenwiller. Der Ortsname setzt sich wohl aus einem Sippenname und dem Zusatz Weiler zusammen. Gangenweiler gehörte der Familie von Bitzenhofen, die Güter und Gerechtsame im Jahre 1360 an die Stadt Markdorf verkauften. Ende des 15. Jahrhunderts war Gangenweiler jedoch Teil der Grafschaft Heiligenberg.
Gangenweiler war über viele Jahre eine Sondergemarkung: Gangenweiler gehörte mit Allerheiligen zur badischen Gemeinde Riedheim ragte aber wie ein Entenschnabel von Württemberg ins badische Gebiet hinein. Durch Erlass des Ministeriums des Innern in Karlsruhe wurde 1924 angeordnet, die Sondergemarkungen von Gangenweiler, Hepbach, Leimbach und Stadel aufzuheben und mit Riedheim zu einer Gemeinde mit dem Namen Riedheim zu vereinigen.
Im Zuge der Gemeindereform wurden die ehemals selbständige Gemeinde Riedheim mit Wirkung zum 1. März 1972 in die Stadt Markdorf eingemeindet.

### Religion
Kirchlich gehörte Gangenweiler bis 1837 zu Oberteuringen, dann zu Urnau, seit 1966 zu Hepbach.

### Einwohner
Gangenweiler zählt 26 Einwohner (Stand: 2021).

## Kultur und Sehenswürdigkeiten

### Bauwerke
- Die katholische Kapelle in Gangenweiler ist ein verputzter Bruchsteinbau mit niedrigerem polygonalem Chor, segmentbogigem Eingang und Dachreiter. Der Sakralbau aus dem späten 19. Jahrhundert ist denkmalgeschützt.[8]
- Beim Gasthaus Gnadenau (650 m ü. NN) oberhalb von Gangenweiler befand sich der Botanische Versuchs- und Schaugarten am Gehrenberg[9], das Raumfahrt-Dokumentationszentrum (RDZ) und ein Terrassencafé.[5] Der schwerkriegsversehrte Heinz Schulte, Textilkaufmann aus Duisburg, hatte nach der Währungsreform 1948 das damalige Gasthaus Hollenau sowie eine 10.000 Quadratmeter große Obstwiese als Sommersitz erworben. Ab 1949 gestaltete er dieses zu einem botanischen Garten, damals der Einzige in der südlichen Landeshälfte von Baden-Württemberg, um. Als sein Sohn 1952 von der spinalen Kinderlähmung erfolgreich genesen war, taufte er das Gasthaus auf Gnadenau um und öffnete den bisher privaten Garten als Versuchs- und Schaugarten für den Besucherverkehr.[10] Schulte galt als ein persönlicher Freund des Raumfahrtpioniers Wernher von Braun, weshalb er bei seiner Gastwirtschaft 1969 das RDZ einrichtete.[11] Nachdem Schulte 1989 sein Engagement beendet hatte, schenkte er seine Modelle und seine Sammlung dem Hermann-Oberth-Raumfahrt-Museum in Feucht.[12]